# Anaclasis – A Haunting Gospel of Malice & Hatred
Anaclasis – A Haunting Gospel Of Malice & Hatred – piąty studyjny album polskiej grupy deathmetalowej Hate. Wydawnictwo ukazało się 25 października 2005 roku nakładem wytwórni muzycznej Listenable Records na świecie oraz Empire Records w Polsce. Nagrania zostały zarejestrowane na przełomie czerwca i lipca 2005 roku w białostockim Hertz Studio. Z kolei mastering odbył się w warszawskim Hard Studio. W październiku 2010 roku nakładem Witching Hour Productions album został wydany na płycie winylowej.

## Lista utworów
Opracowano na podstawie materiału źródłowego.
| Nr | Tytuł utworu                         | Słowa       | Muzyka                                           | Długość |
| -- | ------------------------------------ | ----------- | ------------------------------------------------ | ------- |
| 1. | „Anaclasis”                          | Adam Buszko | Adam Buszko                                      | 04:47   |
| 2. | „Necropolis”                         | Adam Buszko | Adam Buszko                                      | 03:40   |
| 3. | „Hex”                                | Adam Buszko | Adam Buszko, Dariusz Zaborowski                  | 04:04   |
| 4. | „Malediction”                        | Adam Buszko | Adam Buszko, Dariusz Zaborowski, Piotr Jeziorski | 04:18   |
| 5. | „Euphoria Of The New Breed”          | Adam Buszko | Adam Buszko                                      | 04:07   |
| 6. | „Razorblade”                         | Adam Buszko | Adam Buszko                                      | 03:19   |
| 7. | „Immortality”                        | Adam Buszko | Adam Buszko, Dariusz Zaborowski                  | 04:41   |
| 8. | „Fountains Of Blood To Reach Heaven” | Adam Buszko | Adam Buszko                                      | 06:52   |
|    |                                      |             |                                                  | 35:48   |

## Twórcy
Opracowano na podstawie materiału źródłowego.
Zespół Hate w składzie
- Adam "ATF Sinner" Buszko – wokal prowadzący, gitara rytmiczna, gitara prowadząca, produkcja muzyczna
- Cyprian Konador – gitara basowa, sample, syntezatory dźwięku
- Dariusz "Hellrizer" Zaborowski – perkusja

Produkcja
- Krzysztof "Kris" Wawarzak – sample, syntezatory, produkcja muzyczna, mastering
- Sławomir i Wojciech Wiesławscy – inżynieria dźwięku, miksowanie
- Tomasz Ślęzak – zdjęcia
- Tomasz "Graal" Daniłowicz – dizajn, oprawa graficzna

## Wydania
| Rok  | Nr katalogowy | Format                                                 | Wydawca                   | Region  | Źródło |
| ---- | ------------- | ------------------------------------------------------ | ------------------------- | ------- | ------ |
| 2005 | EMP CD 053    | CD, Album                                              | Empire Records            | Polska  | [ 7 ]  |
| 2005 | POSH077       | CD, Album                                              | Listenable Records        | Francja | [ 7 ]  |
| 2010 | EVIL013 LP DH | 12" Gatefold LP 180gr Red Vinyl + Patch + Sticker + A2 | Witching Hour Productions | Polska  | [ 8 ]  |
| 2010 | EVIL013 LP RV | 12" Gatefold LP 180gr Black Vinyl                      | Witching Hour Productions | Polska  | [ 9 ]  |